# Вилијам Хазлит
Вилијам Хазлит (енгл. William Hazlitt, Мејдстон 10. април 1778 — Сохо 18. септембар 1830) је био енглески есејиста, драмски и књижевни критичар, сликар, друштвени коментатор и филозоф. Данас се сматра једним од највећих критичара и есејиста у историји енглеског језика, стављен у друштво Самјуела Џонсона и Џорџа Орвела. Такође је признат као најбољи ликовни критичар свог доба. Упркос високом угледу међу историчарима књижевности и уметности, његово дело се тренутно мало чита и углавном нема у штампи.
Током свог живота спријатељио се са многим људима који су данас део књижевног канона 19. века, укључујући Чарлса и Мери Ламб, Стендала, Семјуела Тејлора Колриџа, Вилијама Вордсворта и Џона Китса.